# Isoperla transmarina
Isoperla transmarina is een steenvlieg uit de familie Perlodidae. De wetenschappelijke naam van de soort is voor het eerst geldig gepubliceerd in 1838 door Newman.